# Copiocera specularis
Copiocera specularis är en insektsart som beskrevs av Gerstaecker 1889. Copiocera specularis ingår i släktet Copiocera och familjen gräshoppor. Inga underarter finns listade i Catalogue of Life.